# Ringgit
Pour le volcan d'Indonésie également appelé « Ringgit », voir Raung.
Pour la monnaie de Brunei Darussalam également appelée « Ringgit », voir Dollar de Brunei.

Billet de 1 ringgit (2003), avec le portrait du 1er « roi » de Malaisie, Abdul Rahman de Negeri Sembilan (1957).

Le ringgit malaisien ((ms) : Ringgit Malaysia, abrégé RM) est l'unité monétaire de la Malaisie. Son code international ISO 4217 est MYR. Il est divisé en 100 sen. Il a remplacé le dollar de la Malaisie et du Bornéo britannique en 1967.
Jusqu'aux années 1990 la dénomination courante était en anglais « Malaysian dollar » et le symbole « $ » ou « M$ » figurait sur les pièces et billets. Désormais l'appellation « ringgit » est devenue officielle.

## Historique
Comme les autres pays asiatiques, la Malaisie bénéficie au début des années 1990 d'un afflux massif de capitaux étrangers qui se retirent ensuite, déstabilisant la monnaie puis l'économie des pays.
Le ringgit a été lié depuis la crise financière asiatique de 1997 au cours du dollar des États-Unis, avec un taux de change fixé à 1 MYR = 0,26 USD. Depuis juillet 2005, l'ancrage au dollar américain a été abandonné au profit d'un flottement administré par la banque centrale au moyen d'un panier de devises.

## Émissions monétaires

### Pièces de monnaie
Sont frappées des pièces de 50, 20, 10, 5, 2, et 1 sen.

### Billets de banque
La Bank Negara Malaysia en tant qu'institut d'émission fabrique des billets de 100, 50, 20, 10, 5, 2, et 1 ringgit. L'ensemble de ces billets portent au recto le portrait du roi élu.